# 李小猫传奇
《李小猫传奇》是中国漫画家刘成文的作品，荣获第6届金龙奖最佳四格漫画大奖。漫画讲述李小猫由于不懂得正确利用自身能力所以为了修炼自己就加入狸猫门。
於漫畫雜誌《漫畫世界》上連載，曾於2012年35期改為多格漫畫，2013年5月31日完結，全65話。單行本發行7卷。

## 出版書籍
單行本1至4冊由重慶出版社發行、5至7冊由廣東新世紀出版社發行。漫友文化代理發行。
1. 2011年10月、ISBN 978-72-290-4533-3
2. 2011年10月、ISBN相同
3. 2012年5月、ISBN 978-72-290-5138-9
4. 2012年5月、ISBN相同
5. 2012年11月、ISBN 978-75-405-7056-9
6. 2013年4月、ISBN 978-75-405-7799-5
7. 2013年12月、ISBN 978-75-405-7929-6